# Roma Buharowska
Roma Buharowska (ur. 8 lipca 1953 w Bydgoszczy) – polska piosenkarka i aktorka.

## Życiorys
Zaczynała od występów w studenckim kabarecie Wcześniak przy bydgoskiej WSI. Jest laureatką III nagrody na IX Festiwalu Piosenki Studenckiej w Krakowie (1972) za interpretację piosenki Szyszki (muz. A. Michalski - sł. M. Borkowska) i wyróżnienia na festiwalu Intertalent w Gottwaldovie (1973) za interpretację piosenek Zaułek kwitnących kasztanów (muz. W. Chrzanowski - sł. W. Masłowski) i Ja mam Ciebie, Ty mnie (muz. M. Sewen - sł. Z. Stawecki). Otrzymała nagrodę specjalną za interpretację piosenki Rozmawiam z tobą, zaprezentowanej podczas koncertu To śpiewa młodość w ramach XII KFPP w Opolu (1974). Występowała w telewizji (m.in. Telewizyjny Ekran Młodych, nagranie telewizyjne w Rostocku) i nagrywała dla Polskiego Radia w Bydgoszczy, Katowicach i Warszawie. Uczestniczyła także w Giełdach piosenki studenckiej. W 1980 roku występowała w programie telewizyjnym z cyklu Kabaret jeszcze starszych panów - Niespodziewany koniec lata, gdzie wykonywała piosenki Skradzione imię i Topielica i ratownik (w duecie z Krzysztofem Majchrzakiem). Roma Buharowska współpracowała z Klubem Piosenki ZAKR (1972), a w latach 1974–1988 związana była z warszawskim Teatrem na Targówku. Grała w przedstawieniach muzycznych, satyryczno- kabaretowych, programach poetyckich, bajkach dla dzieci i sztukach dramatycznych. Piosenkarka ma na swym koncie także role filmowe – wystąpiła w komedii Stanisława Barei Miś (1980) oraz w serialu Plebania (2010). 

## Życie prywatne
Syn Konrad Wantrych jest pianistą, kompozytorem i aranżerem. Od września 2020 jest członkiem zespołu Kult.

## Dyskografia[4][5]

### Kompilacje
- 1973 – Kołysanka wiosenna (Pocztówka, Ruch R–0178)
- 1976 – Piosenki strażackie: W mieście święto (SP, Tonpress)
- 1976 – Piosenki strażackie: W mieście święto (Pocztówka, R/a–156a)
- ? – Czy pojedzie pani ze mną (Pocztówka, Ruch R–0196)
- 2003 – Kabaret Jeszcze Starszych Panów – Divertimenta, Muzykały, Śpiewanki: Skradzione imię (Polskie Radio)

### Pocztówki dźwiękowe
- ? – Spróbujmy znaleźć siebie (Tonpress R–0845)

### Inne nagrania
Ze Stefanem Zachem:
- 1980 – Idę: Czy pojedzie pani ze mną (LP, Polskie Nagrania)

### Radio
- 1980 (Teatr Polskiego Radia): Operetka - Witold Gombrowicz (reż. Z. Kopalko)[6]

Muzyczno-Estradowy Teatr na Targówku 1974-1988
- Musicale, musicale (reż. M. Jonkajtys)[7]
- Książę i żebrak (reż. Z. Koczanowicz) – rola księcia Edwarda
- O zachowaniu przy stole (reż. M. Jonkajtys)
- Bal u czarnoksiężnika (reż. i choreografia H. Komorowska i M. Jonkajtys)[potrzebny przypis] - wróżka
- Toast weselny (reż. M. Jonkajtys) – panna młoda[potrzebny przypis]
- Miejsce dla gwiazdy (reż. M. Jonkajtys)[8]
- Lord z walizki (reż. A. Górska-Szajewska) – Cecylia
- Dziury na drodze (reż. M. Jonkajtys)
- Karawana (reż. A. Górszczyk)
- Kolory jesieni (reż. H. Rozen)[potrzebny przypis]
- Gołoledź (reż. A. Barcikowska[potrzebny przypis], muz. J. Wasowski - libr. J. Przybora) – Iza Zapska
- W małym dworku (reż. L. Terpiowski) –  Zosia
- Obiecanki, cacanki (reż. Andrzej Żarnecki) – rola Fran Kubelik
- Dzieci Taty Zeusa (reż. T. Wiśniewski) – muza Talia
- O ślicznych kwiatach i strasznym potworze (reż. J. Złotnicki)[potrzebny przypis]
- Romek i Julka (reż. T. Wiśniewski) –  Helka
- Łotrzyce (reż. A. Choińska) – rola Waleria[potrzebny przypis]

## Piosenki z repertuaru Romy Buharowskiej
- Szyszki (muz. Andrzej Michalski - sł. Maria Borkowska)
- Zaułek kwitnących kasztanów (muz. W. Chrzanowski – sł. W. Masłowski)[potrzebny przypis]
- Ja mam ciebie, ty mnie (muz. Marek Sewen - sł. Zbigniew Stawecki)[9]
- Kołysanka wiosenna (muz. Włodzimierz Korcz - sł. Roman Gorzelski)
- Czy pojedzie pani ze mną (muz. Jacek Koźbielski – sł. Maciej Szwed) (w duecie ze Stefanem Zachem)
- Ballada o ślubie (muz. Włodzimierz Korcz - sł. Andrzej Bianusz)
- I nikogo kochać nie chcę (muz. Czesław Majewski - sł. Andrzej Bianusz)
- Spróbujmy znaleźć siebie (muz. Czesław Majewki - sł. Krzysztof Logan)
- Rozmawiam z Tobą (muz. Jerzy Milian - sł. Jadwiga Urbanowicz)
- Za zieloną granicą lata (muz. Edward Pałłasz - sł. Tadeusz Śliwiak)
- Skradzione imię (muz. Jerzy Wasowski - sł. Jeremi Przybora)
- Topielica i ratownik (muz. Jerzy Wasowski - sł. Jeremi Przybora) (w duecie z Krzysztofem Majchrzakiem)